# Totem-Pole-Ausgang

R_{3}, V_{3}, V_{4} und V_{5} bilden den Totem-Pole-Ausgang, V_{2} steuert an und insgesamt ist es ein TTL-NAND-Gatter - V_{3} und V_{4} bilden eine Gegentaktendstufe. Wenn mindest ein Eingang L ist, dann wird V_{1} durchgeschaltet, V_{2} abgeschaltet und V_{3} durchgeschaltet und V_{4} abgeschaltet, wodurch die Ausgangsspannung auf H geht. Wenn beide Eingänge H sind wird V_{2} durchgeschaltet und V_{3} ist aus und V_{4} ist durchgeschaltet, wodurch der Ausgang auf L gezogen wird.

Ein Totem-Pole-Ausgang bzw. eine Totem-Pole-Schaltung ist eine Gegentaktendstufe aus Bipolar- oder Feldeffekttransistoren. Sie ist für hohe Schaltgeschwindigkeit optimiert und wegen ihrer nichtlinearen Übertragungseigenschaften für Analogsignale ungeeignet. Das Besondere an dieser Schaltung ist, dass sie nicht wie übliche Gegentaktstufen mit einem pnp- und einem npn-Transistor (Komplementär-Ausgang), sondern im Allgemeinen mit zwei npn-Transistoren realisiert wird. Der Name der Schaltung bezieht sich auf die Symbolanordnung für die Endstufentransistoren im Schaltbild. Diese werden normalerweise übereinander gezeichnet, vergleichbar einem Totempfahl der Indianer (engl.: totem pole).

## Logikschaltungen
Eine der Hauptanwendungen von Totem-Pole-Schaltungen ist die Transistor-Transistor-Logik. Dort ist der Totem-Pole-Ausgang dem eigentlichen TTL-Gatter nachgeschaltet, um am Ausgang höhere Ströme und Schaltgeschwindigkeit zu ermöglichen.
Ein TTL-Gatter mit Widerstand und Transistor in Reihe (bei der der logische Ausgang zwischen Transistor und Widerstand abgegriffen wird), wie bei Widerstands-Transistor-Logik oder Diode-Transistor-Logik, ist ungeeignet, hohe Ströme zu liefern, weil der Widerstand die Leistung gegen Masse am Ausgang begrenzt. Schaltet der Transistor in o. g. Reihe durch, würde ein nutzloser hoher Querstrom nur durch den Widerstand und den Transistor fließen. Die Schaltgeschwindigkeit von TTL wird durch das Sättigungsverhalten der Bipolartransistoren negativ beeinflusst. Bei TTL ist das Problem gelöst, indem die (Minoritäts-)Ladungsträger, in der Basis des Ausgangs-Transistors gegen Masse, durch einen hohen Stromimpuls verbraucht werden. Um diese zwei Probleme zu umgehen, wird der Ausgang um eine Gegentaktstufe ergänzt. Diese besteht aus zwei in Reihe geschalteten Transistoren gleicher Polarität, wobei entweder der eine oder der andere durchschaltet, nicht aber beide Transistoren gleichzeitig (eben im Gegentakt). Nur wenn der Zustand des Ausgangs Low nach High wechselt, schalten kurzzeitig beide Transistoren. Um diesen Kurzschlussstrom zu begrenzen, wird dem oberen Transistor ein kleiner Widerstand vorgeschaltet. Bei TTL ist nur kurzzeitig ein hoher Strom gegen Plus notwendig, da die PN-Übergänge am Eingang jeden Gatters in dieser Richtung schließen. Es ist auch möglich, dass beide Transistoren sperren, dann wird der Ausgang hochohmig (siehe Tri-State).
Der Totem-Pole-Ausgang darf als Treiber nicht mit anderen TTL-Ausgängen zusammengeschlossen werden, da sonst die Gefahr eines Kurzschlusses besteht, was ggf. zu einem hohen Strom führen kann (siehe Weblinks). Ist dies erforderlich, stehen für die meisten Funktionen Bausteine mit Open-Collector-Ausgang zur Verfügung.

## Wechselrichter

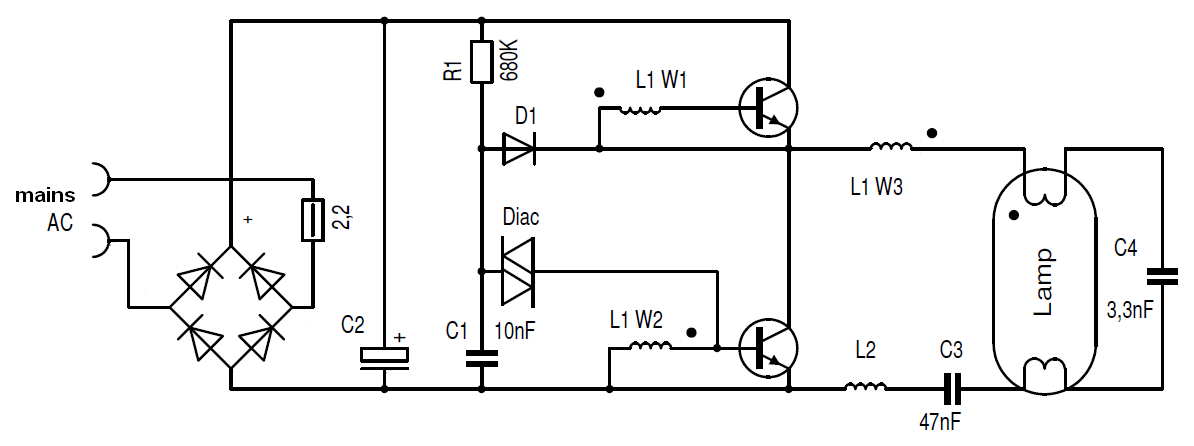
Wechselrichter in einem Vorschaltgerät mit Totem-Pole-Ausgang

Der Totem-Pole-Ausgang wird auch bei Wechselrichter-Schaltungen verwendet. Es gibt Wechselrichter in Form einer Halbbrücke mit einem Totem-Pole-Ausgang, Wechselrichter in Form einer Vollbrücke mit zwei Totem-Pole-Ausgängen und dreiphasige Wechselrichter mit drei Totem-Pole-Ausgängen.